# Selección de fútbol sub-20 de Singapur
La Selección de fútbol sub-20 de Singapur es el equipo que representa al país en el Mundial Sub-20, en el Campeonato sub-19 de la AFF y en el Campeonato sub-19 de la AFC; y es controlado por la Asociación de Fútbol de Singapur.

## Participaciones

### Mundial Sub-20
| Año   | Ronda        | J            | G            | E            | P            | GF           | GC           |
| ----- | ------------ | ------------ | ------------ | ------------ | ------------ | ------------ | ------------ |
| 1977  | No clasificó | No clasificó | No clasificó | No clasificó | No clasificó | No clasificó | No clasificó |
| 1979  | No clasificó | No clasificó | No clasificó | No clasificó | No clasificó | No clasificó | No clasificó |
| 1981  | No clasificó | No clasificó | No clasificó | No clasificó | No clasificó | No clasificó | No clasificó |
| 1983  | No clasificó | No clasificó | No clasificó | No clasificó | No clasificó | No clasificó | No clasificó |
| 1985  | No clasificó | No clasificó | No clasificó | No clasificó | No clasificó | No clasificó | No clasificó |
| 1987  | No clasificó | No clasificó | No clasificó | No clasificó | No clasificó | No clasificó | No clasificó |
| 1989  | No clasificó | No clasificó | No clasificó | No clasificó | No clasificó | No clasificó | No clasificó |
| 1991  | No clasificó | No clasificó | No clasificó | No clasificó | No clasificó | No clasificó | No clasificó |
| 1993  | No clasificó | No clasificó | No clasificó | No clasificó | No clasificó | No clasificó | No clasificó |
| 1995  | No clasificó | No clasificó | No clasificó | No clasificó | No clasificó | No clasificó | No clasificó |
| 1997  | No clasificó | No clasificó | No clasificó | No clasificó | No clasificó | No clasificó | No clasificó |
| 1999  | No clasificó | No clasificó | No clasificó | No clasificó | No clasificó | No clasificó | No clasificó |
| 2001  | No clasificó | No clasificó | No clasificó | No clasificó | No clasificó | No clasificó | No clasificó |
| 2003  | No clasificó | No clasificó | No clasificó | No clasificó | No clasificó | No clasificó | No clasificó |
| 2005  | No clasificó | No clasificó | No clasificó | No clasificó | No clasificó | No clasificó | No clasificó |
| 2007  | No clasificó | No clasificó | No clasificó | No clasificó | No clasificó | No clasificó | No clasificó |
| 2009  | No clasificó | No clasificó | No clasificó | No clasificó | No clasificó | No clasificó | No clasificó |
| 2011  | No clasificó | No clasificó | No clasificó | No clasificó | No clasificó | No clasificó | No clasificó |
| 2013  | No clasificó | No clasificó | No clasificó | No clasificó | No clasificó | No clasificó | No clasificó |
| 2015  | No clasificó | No clasificó | No clasificó | No clasificó | No clasificó | No clasificó | No clasificó |
| Total | 0/20         | 0            | 0            | 0            | 0            | 0            | 0            |

### Campeonato sub-19 de la AFC
| Año   | Resultado        | J            | G            | E            | P            | GF           | GC           |
| ----- | ---------------- | ------------ | ------------ | ------------ | ------------ | ------------ | ------------ |
| 1959  | Primera ronda    | 5            | 1            | 1            | 3            | 15           | 18           |
| 1960  | Fase de grupos   | 3            | 0            | 0            | 3            | 6            | 16           |
| 1961  | Fase de grupos   | 4            | 1            | 1            | 2            | 2            | 10           |
| 1962  | Fase de grupos   | 4            | 0            | 0            | 4            | 1            | 16           |
| 1963  | Fase de grupos   | 5            | 2            | 0            | 3            | 10           | 14           |
| 1964  | No participó     | No participó | No participó | No participó | No participó | No participó | No participó |
| 1965  | No participó     | No participó | No participó | No participó | No participó | No participó | No participó |
| 1966  | Fase de grupos   | 4            | 1            | 1            | 2            | 5            | 13           |
| 1967  | 4º Lugar         | 6            | 3            | 0            | 3            | 6            | 10           |
| 1968  | Fase de grupos   | 3            | 1            | 0            | 2            | 4            | 9            |
| 1969  | Fase de grupos   | 2            | 0            | 0            | 2            | 2            | 11           |
| 1970  | Fase de grupos   | 3            | 0            | 0            | 3            | 2            | 13           |
| 1971  | Fase de grupos   | 3            | 0            | 0            | 3            | 1            | 6            |
| 1972  | Cuartos de final | 5            | 3            | 0            | 2            | 10           | 6            |
| 1973  | Cuartos de final | 3            | 1            | 0            | 2            | 2            | 4            |
| 1974  | Cuartos de final | 4            | 2            | 1            | 1            | 6            | 2            |
| 1975  | Fase de grupos   | 4            | 1            | 0            | 3            | 1            | 11           |
| 1976  | Fase de grupos   | 3            | 1            | 0            | 2            | 3            | 8            |
| 1977  | Fase de grupos   | 2            | 0            | 1            | 1            | 0            | 8            |
| 1978  | Fase de grupos   | 4            | 0            | 1            | 3            | 3            | 15           |
| 1980  | No clasificó     | No clasificó | No clasificó | No clasificó | No clasificó | No clasificó | No clasificó |
| 1982  | No clasificó     | No clasificó | No clasificó | No clasificó | No clasificó | No clasificó | No clasificó |
| 1984  | No clasificó     | No clasificó | No clasificó | No clasificó | No clasificó | No clasificó | No clasificó |
| 1986  | No clasificó     | No clasificó | No clasificó | No clasificó | No clasificó | No clasificó | No clasificó |
| 1988  | No clasificó     | No clasificó | No clasificó | No clasificó | No clasificó | No clasificó | No clasificó |
| 1990  | No clasificó     | No clasificó | No clasificó | No clasificó | No clasificó | No clasificó | No clasificó |
| 1992  | No clasificó     | No clasificó | No clasificó | No clasificó | No clasificó | No clasificó | No clasificó |
| 1994  | No clasificó     | No clasificó | No clasificó | No clasificó | No clasificó | No clasificó | No clasificó |
| 1996  | No clasificó     | No clasificó | No clasificó | No clasificó | No clasificó | No clasificó | No clasificó |
| 1998  | No clasificó     | No clasificó | No clasificó | No clasificó | No clasificó | No clasificó | No clasificó |
| 2000  | No clasificó     | No clasificó | No clasificó | No clasificó | No clasificó | No clasificó | No clasificó |
| 2002  | No clasificó     | No clasificó | No clasificó | No clasificó | No clasificó | No clasificó | No clasificó |
| 2004  | No clasificó     | No clasificó | No clasificó | No clasificó | No clasificó | No clasificó | No clasificó |
| 2006  | No clasificó     | No clasificó | No clasificó | No clasificó | No clasificó | No clasificó | No clasificó |
| 2008  | No clasificó     | No clasificó | No clasificó | No clasificó | No clasificó | No clasificó | No clasificó |
| 2010  | No clasificó     | No clasificó | No clasificó | No clasificó | No clasificó | No clasificó | No clasificó |
| 2012  | No clasificó     | No clasificó | No clasificó | No clasificó | No clasificó | No clasificó | No clasificó |
| 2014  | No clasificó     | No clasificó | No clasificó | No clasificó | No clasificó | No clasificó | No clasificó |
| 2016  | No clasificó     | No clasificó | No clasificó | No clasificó | No clasificó | No clasificó | No clasificó |
| Total | 18/39            | 67           | 17           | 6            | 44           | 79           | 180          |

### Campeonato sub-19 de la AFF
| AFF U-19 Youth Championship | AFF U-19 Youth Championship | AFF U-19 Youth Championship | AFF U-19 Youth Championship | AFF U-19 Youth Championship | AFF U-19 Youth Championship | AFF U-19 Youth Championship | AFF U-19 Youth Championship |
| Año                         | Ronda                       | J                           | G                           | E                           | P                           | GF                          | GC                          |
| --------------------------- | --------------------------- | --------------------------- | --------------------------- | --------------------------- | --------------------------- | --------------------------- | --------------------------- |
| 2002                        | Fase de grupos              | 4                           | 2                           | 0                           | 2                           | 6                           | 13                          |
| 2005                        | Fase de grupos              | 4                           | 2                           | 1                           | 1                           | 5                           | 3                           |
| 2006                        | No participó                | –                           | –                           | –                           | –                           | –                           | –                           |
| 2007                        | Fase de Grupos              | 3                           | 0                           | 0                           | 3                           | 2                           | 7                           |
| 2008                        | No participó                | –                           | –                           | –                           | –                           | –                           | –                           |
| 2009                        | Fase de grupos              | 3                           | 1                           | 1                           | 1                           | 4                           | 3                           |
| 2010                        | No participó                | –                           | –                           | –                           | –                           | –                           | –                           |
| 2011                        | Fase de grupos              | 4                           | 0                           | 2                           | 2                           | 2                           | 11                          |
| 2012                        | No participó                | –                           | –                           | –                           | –                           | –                           | –                           |
| 2013                        | Fase de grupos              | 4                           | 1                           | 1                           | 2                           | 6                           | 8                           |
| 2014                        | No participó                | –                           | –                           | –                           | –                           | –                           | –                           |
| 2015                        | Fase de grupos              | 4                           | 1                           | 0                           | 3                           | 1                           | 12                          |
| Total                       | 7/11                        | 26                          | 7                           | 5                           | 14                          | 26                          | 57                          |